# Otites pyrrhocephala
Otites pyrrhocephala is een vliegensoort uit de familie van de prachtvliegen (Ulidiidae). De wetenschappelijke naam van de soort is voor het eerst geldig gepubliceerd in 1876 door Loew.